# Stephan Hirzel
Stephan Hirzel (* 25. Mai 1899 in Berlin; † 18. Februar 1970 in Kassel) war ein deutscher Architekt, Grafiker, Kunsthistoriker und Hochschullehrer.

## Leben
Stephan Hirzel war Sohn des Kunstmalers Hermann Hirzel und der Meta Kessler. Nach dem Besuch des Reformgymnasiums in Berlin-Wilmersdorf studierte er Architektur an der Technischen Hochschule Charlottenburg und an der Technischen Hochschule Dresden und promovierte 1924 zum Dr.-Ing. Zunächst arbeitete er im Atelier des Architekten Oswin Hempel in Dresden, zeitweilig auch bei Otto Bartning.
Als freier Architekt war er bis 1933 tätig. Anschließend widmete er sich dem Kunsthandwerk. Er schuf zudem Lithografien wie zu Eduard Mörikes Mozart auf der Reise nach Prag und gestaltete Buchschmuck, wie seine Arbeiten Der Friedhof der Gegenwart von 1927 oder Mönch. Hirzel war seit 1934 Referent in der Reichspressekammer. Nach der deutschen Besetzung Frankreichs 1940 war er zunächst in der Dienststelle des Bevollmächtigten des Auswärtigen Amtes  beim Militärbefehlshaber Frankreich und an der deutschen Botschaft in der Kulturabteilung beschäftigt. Dort ging er mit Karl Epting in das „Deutsche Institut“ in Paris. Ab Ende 1942 arbeitete er als Referent im Reichsministerium für Bewaffnung und Munition in Berlin.
Von 1945 bis 1948 war er Dozent an der Technischen Hochschule Dresden für den Fachbereich Werkunterricht. Von 1948 bis 1965 war Hirzel Direktor der Werkakademie Kassel.
1951 wurde er zum Juror der Kunstausstellung Eisen und Stahl berufen, 1953 in die Findungskommission der ersten documenta und in den Club 53 von Arnold Bode. 1954 holte er Walter Popp an die Werkakademie Kassel.
Hirzel war Mitglied des Rates für Formgebung und des Arbeitsausschusses des Evangelischen Kirchenbautags. Er war künstlerischer Berater der Staatlichen Porzellanmanufaktur Berlin und Vorsitzender des Kuratoriums der Evangelischen Akademie in Hofgeismar.

## Auszeichnungen
In der Kasseler Wohnsiedlung documenta urbana ist eine Straße nach Stephan Hirzel benannt.

## Schriften
- Evangelischer Kirchenbau. (um 1931)
- Katholischer Kirchenbau. 1932.
- Grab und Grabmal. Die Erneuerung des Friedhofes. 1932.
- Th. A. Winde. Arbeiten in Holz. 1940.
- Pestalozzi. Ein Menschenleben für Menschenwürde. 1946.
- Kunsthandwerk und Manufaktur in Deutschland seit 1945. 1953.
- Spielzeug und Spielware. 1956.
- Evangelisches Johannesstift Berlin-Spandau. 1958. (herausgegeben zur Hundertjahrfeier des Evangelischen Johannesstifts 1958; mit Fotos von Vincent Böckstiegel)